# ヴィタリー・セバスチャノフ
ヴィタリー・イワノヴィッチ・セバスチャノフ (ロシア語: Виталий Иванович Севастьянов, ラテン文字転写: Vitaly Ivanovich Sevastyanov, 1935年7月8日 - 2010年4月5日）は、ソビエト連邦の宇宙飛行士。ソユーズ9号、ソユーズ18号ミッションで宇宙に行った。

## 経歴
Moscow Aviation Instituteでエンジニアとして学び、1959年に卒業。その後セルゲイ・コロリョフの設計局に参加し、Vostok spacecraftの設計に従事する。またガガーリン宇宙飛行士訓練センターで講義を行い、宇宙飛行の物理学を教えた。1967年に宇宙飛行士の訓練を自身で始める。
サリュート4号宇宙ステーションでの2ヶ月の滞在を含め、2つのミッションを成功させた後、サリュート6号ステーションのために地上管制室で働き、1980年代はブラン計画の設計に従事した。1980年代はMan, Earth, Universeという宇宙探査のテレビ番組にホストとして出演していた。
1993年に宇宙開発から離れ、1994年に国家院議員に選任された。
またソ連のチェス協会の会長を2度（1977年から86年、88年から89年）務めた。